# Словень Градець
Словень Градець (словен. Slovenj Gradec) — поселення в общині Словень Градець, Регіон Корошка, Словенія. Висота над рівнем моря: 413 м.

## Відомі люди

### Народилися
- Деян Вінчич — словенський волейболіст.
- Ален Шкет — словенський волейболіст.